# Chactas exsul
 (octobre 2020).
Espèce
Synonymes
- Iomachus exsul Werner, 1939
- Chactas bonito Lourenço, 1998

Chactas exsul est une espèce de scorpions de la famille des Chactidae.

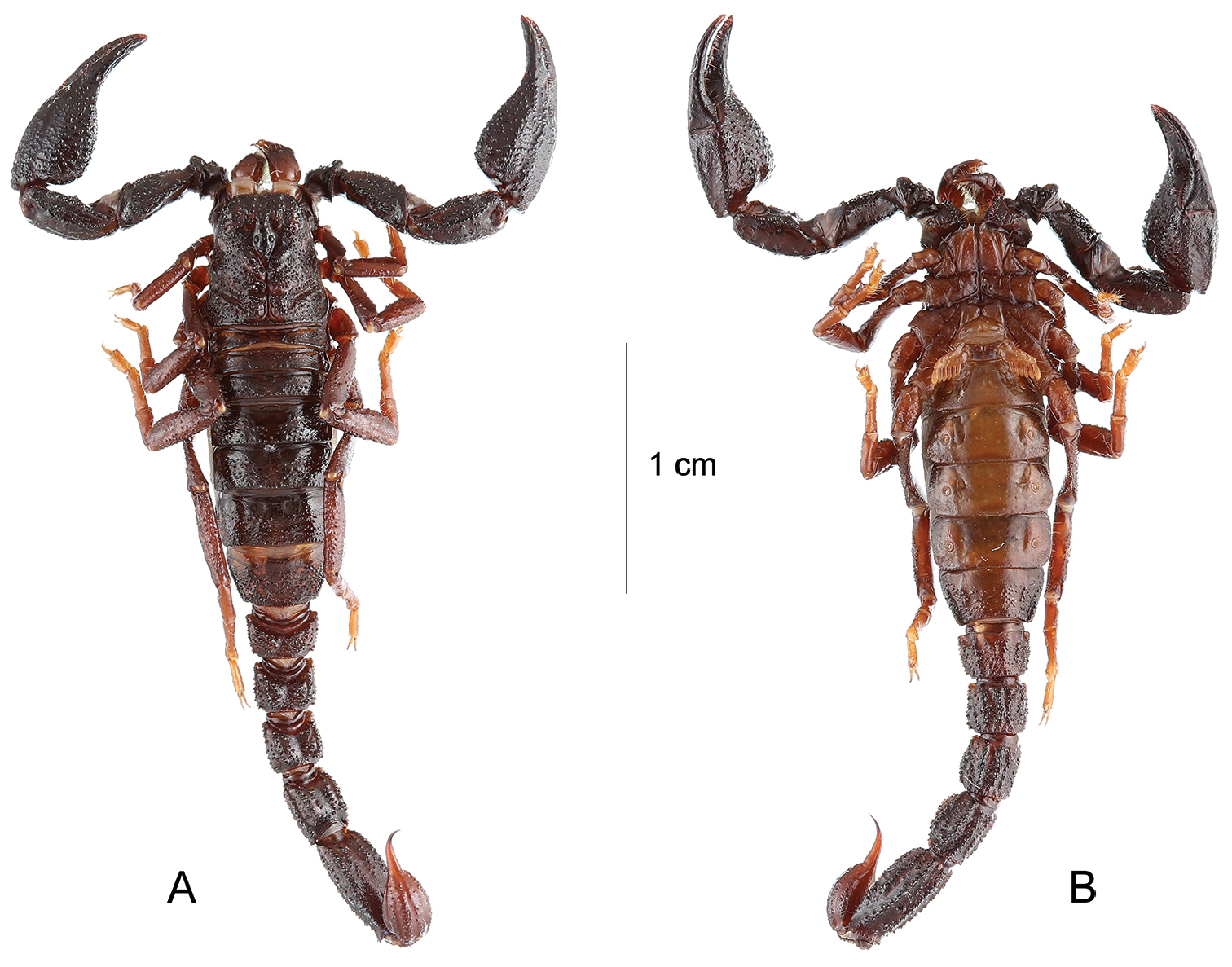
Scorpion de la famille des Chactidae

## Distribution
Cette espèce se rencontre au Costa Rica et au Panama.

## Description
Les femelles mesurent de 30 à 35 mm.

## Systématique et taxinomie
Cette espèce a été décrite sous le protonyme Iomachus exsul par Werner en 1939. Elle est placée dans le genre Chactas par Francke et Stockwell en 1987.

## Publication originale
- Werner, 1939 : Neu-Eingange von Skorpionen im Zoologischen Museum in Hamburg. II. Teil. Festschrift zum 60. Geburtstage von Professor Dr. Embrik Strand, vol. 5, p. 351-360.